# Trachylepis bensonii
Trachylepis bensonii (мабуя Бенсона) — вид сцинкоподібних ящірок родини сцинкових (Scincidae). Мешкає в Західній Африці. Вид названий на честь Стівена Аллена Бенсона, другого президента Ліберії (1856-1864).

## Поширення і екологія
Мабуї Бенсона мешкають в Гвінеї, Сьєрра-Леоне і Ліберії. Вони живуть у вологих саванах, серед каміння і валунів, трапляються поблизу людських поселень. Зустрічаються на висоті від 200 до 1200 м над рівнем моря.